# Silnice I/21
Die Silnice I/21 (tschechisch für: „Straße I. Klasse 21“) ist eine tschechische Staatsstraße (Straße I. Klasse).

## Verlauf

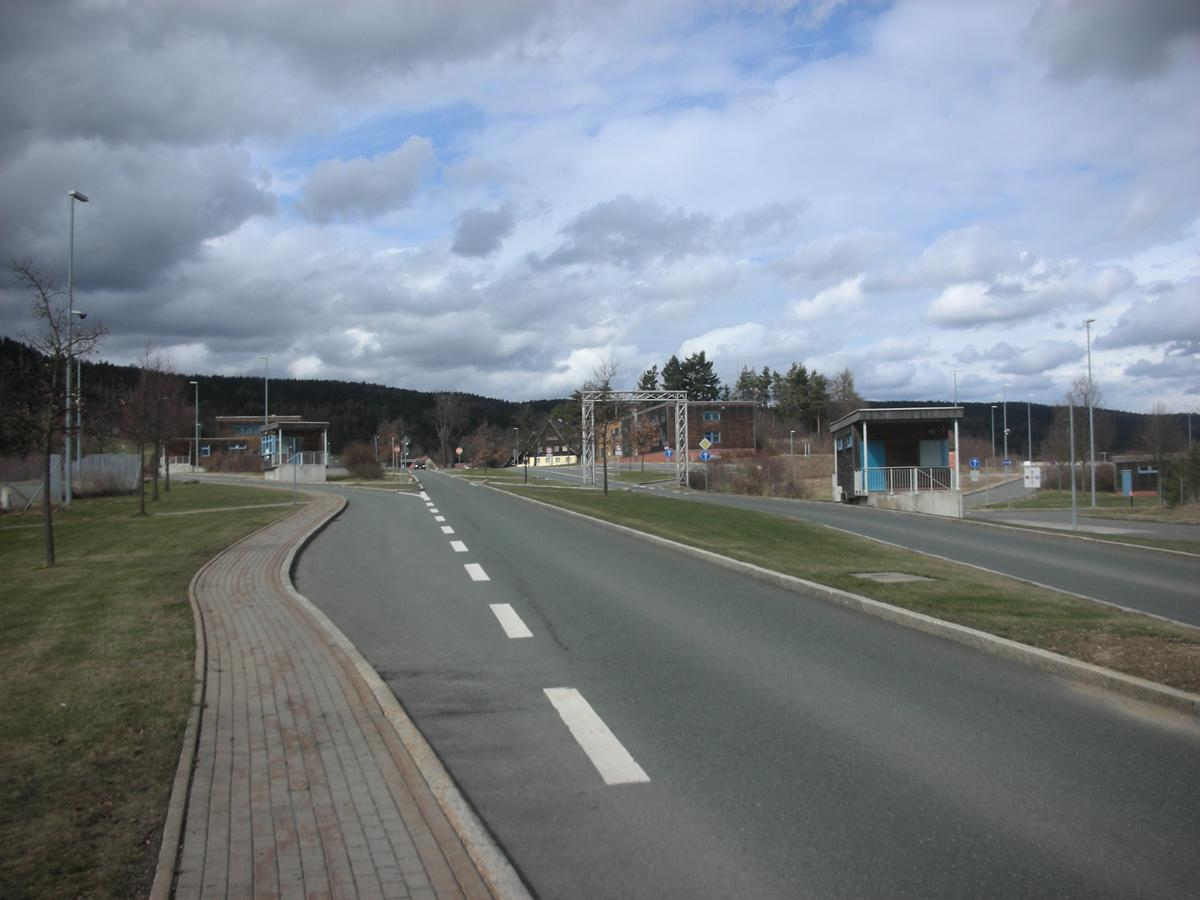
Grenzübergang Vojtanov/Schönberg

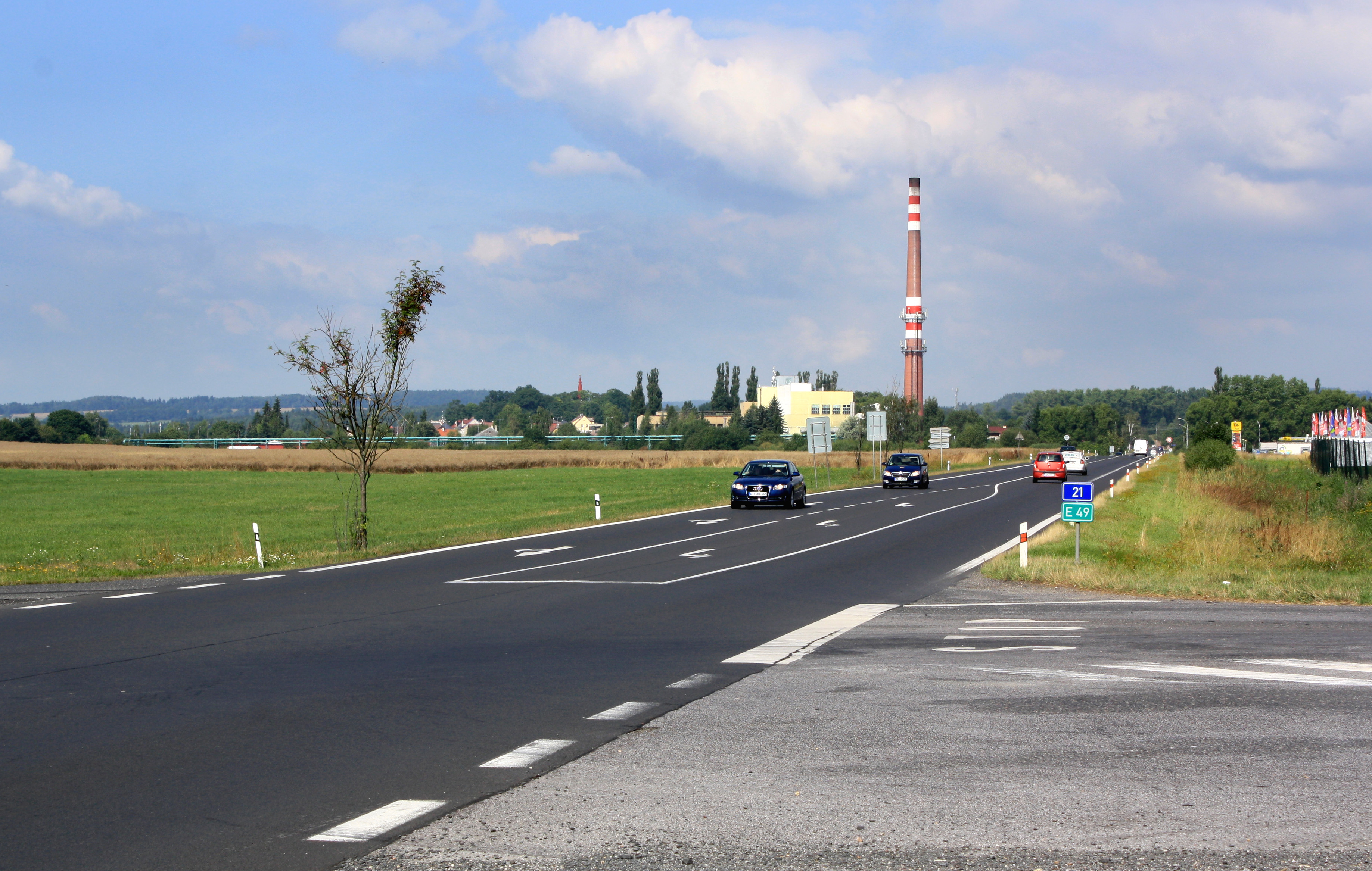
Die Straße bei Františkovy Lázně

Die Straße zweigt in ihrem gegenwärtigen Verlauf an der Anschlussstelle (exit) 128 bei Nová Hospoda von der Autobahn Dálnice 5 (Europastraße 50) nach Norden ab und führt an Planá (Plan) sowie etwas westlich von Marienbad (Mariánské Lázně) vorbei. Sie erreicht bei der Anschlussstelle (exit) 162 die Autobahn Dálnice 6 und verlässt diese wieder bei der Anschlussstelle 169, nunmehr zugleich als Europastraße 49. In ihrem weiteren Verlauf umgeht sie Františkovy Lázně (Franzensbad) im Osten, passiert den Abzweig der Silnice I/64 und verläuft weiter zur tschechisch-deutschen Grenze bei Vojtanov (Voitersreuth), wo die Bundesstraße 92 die Fortsetzung in Richtung Plauen bildet.
Die Länge der Straße beträgt gut 61 Kilometer.

## Geschichte
Von 1940 bis 1945 bildete die Straße einen Teil der Reichsstraße 92. Bis 1997 wurde die Silnice I/21 von Planá (Plan) auf der Trasse der derzeitigen Silnice II/230 über Stříbro (Mies), Stod (Staab) und Přeštice nach Nepomuk geführt, wo sie an der Silnice I/20 (Europastraße 49) endete. Zudem wurde für den früheren Verlauf nach Aš (Asch) die Bezeichnung Silnice I/64 vergeben.